# Eugène Guillaume Alexis von Mercy-Argenteau
Eugène Guillaume Alexis Graf von Mercy-Argenteau (* 1743 in Huy, heute Belgien; † 4. Mai 1819 in Wien) war österreichischer Feldzeugmeister.

## Herkunft
Er wurde als Sohn von Florimond Claude, Graf von Mercy-Argenteau im Jahr 1743 in Huy südwestlich von Lüttich (Liège) in der damaligen Österreichischen Niederlande geboren. Er stammte aus einer alten Militärdynastie und war ein Nachfahre von Franz von Mercy. 

## Leben
Er trat im 1760 im Alter von 17 Jahren in das kaiserlich-österreichische Infanterieregiment No. 56 „Mercy-Argenteau“ ein. Seinen ersten Kriegseinsatz hatte Mercy-Argenteau während des Siebenjährigen Krieges in der Schlacht bei Torgau am 3. November 1760. Er nahm auch an der erfolgreichen Erstürmung der Festung Schweidnitz im Oktober 1761 teil.
Im Jahr 1773 wechselte er in das Infanterie-Regiment No.16 „Königsegg“ und dann wurde er zum Major im Infanterie-Regiment No. 29 „Laudon“ befördert. Während des 8. Österreichischer Türkenkrieges gegen das Osmanische Reich (1787–1792) kommandierte Graf Mercy-Argenteau dieses Infanterie-Regiment und konnte sich besonders im Kampf um Belgrad im Herbst 1789 auszeichnen.

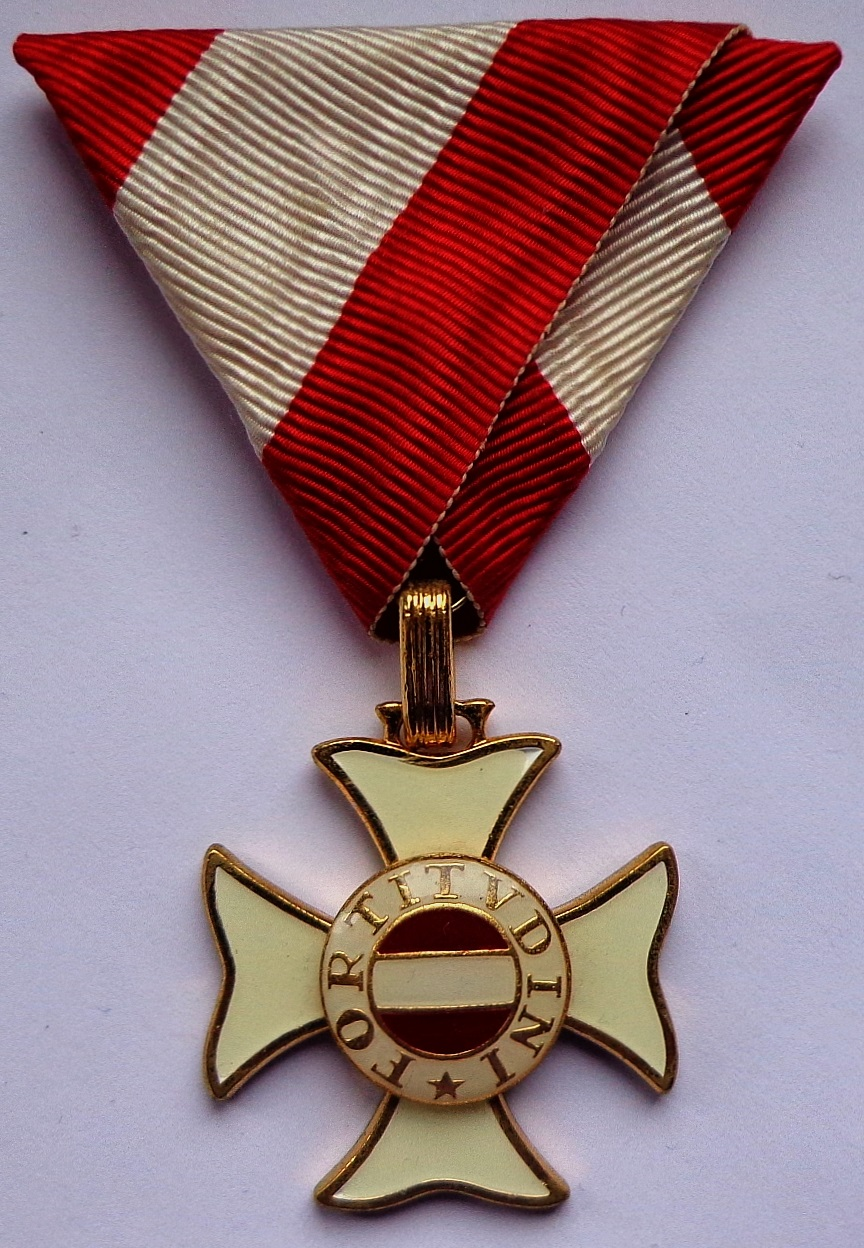
Ritterkreuz des Militär-Maria-Theresien-Ordens

Während des Ersten Koalitionskrieges wurde er als Generalmajor nach Italien versetzt und diente unter Feldzeugmeister Joseph Nikolaus de Vins. Hier er eroberte die Stellung Setti-Pani und hielt sich gegen Rückeroberungsversuche durch überlegene französische Truppen. Für seine Verdienste wurde er am 11. Mai 1796 mit dem Ritterkreuz des Maria-Theresia-Ordens ausgezeichnet.
Mercy-Argenteau, mittlerweile zum Feldmarschall-Leutnant befördert, kommandierte im Frühjahr 1796, unter Beaulieu ein Korps aus vier Brigaden (20 Bataillone und 2 Eskadronen) bestehend. Mercy-Argenteau verlor das Gefecht bei Monte Legino (11. April 1796), und bei der Schlacht bei Montenotte sowie bei Schlacht von Dego gegen die französische Italienarmee.
Von 1796 bis 1805 war Mercy-Argenteau Kommandant der Stadt und Festung Wien. Zu Beginn des Dritten Koalitionskrieges kommandierte Mercy-Argenteau in der Italienarmee unter Erzherzog Karl. Während der Schlacht von Caldiero im Oktober 1805 kommandierte er das Reservekorps des Erzherzogs in San Gregorio. Er war von 1804 bis 1809 zweiter Inhaber des Kaiserliches Infanterieregiment No. 35, 1809 bis zu seinem Tod war er erster Inhaber.
Nach Ende des Krieges von 1805 ging er in den Ruhestand und wurde am 6. September 1808 zum Feldzeugmeister befördert. Er starb zurückgezogen am 4. Mai 1819 in Wien.